# Martin Weinberger
Martin Weinberger (geboren 21. April 1893 in Nürnberg; gestorben 6. September 1965 in New York City) war ein deutsch-britischer Kunsthistoriker.

## Leben und Tätigkeit
Weinberger war ein Sohn des Max Weinberger und seiner Frau Claire, geb. Hirschmann. Nach dem Schulbesuch studierte Weinberger Kunstgeschichte in Würzburg, Heidelberg und München. 1920 promovierte er mit einer Arbeit mit dem Titel „Nürnberger Malerei an der Wende zur Renaissance und die Anfänge zur Dürerschule“.
Von 1921 bis 1922 lehrte Weinberger als Dozent für Kunstgeschichte an der Volkshochschule in Nürnberg. Anschließend arbeitete er von 1922 bis 1923 als Volontär an den Münchener Museen. In den Jahren 1924 bis 1925 wurde Weinberger als wissenschaftlicher Hilfsarbeiter am Bayerischen Nationalmuseum beschäftigt, wo er vor allem Gemälde katalogisierte.
Von 1926 bis 1930 hielt Weinberger sich zu Forschungszwecken am Deutschen Kunsthistorischen Institut in Florenz auf, wobei er zeitweise durch ein Stipendium des bayerischen Staates finanziert wurde.
Von 1931 bis 1933 war Weinberger als Assistent beim Theatermuseum in München beschäftigt, wo er die Graphikbestände katalogisierte.
Nach der Machtergreifung der Nationalsozialisten wurde Weinberger aufgrund seiner jüdischen Herkunft aus dem Staatsdienst entfernt: Gemäß den Bestimmungen des Berufsbeamtengesetzes wurde sein Arbeitsvertrag nicht verlängert. Daraufhin siedelte er noch im selben Jahr nach Florenz über, wo er sich bis 1934 aufhielt. Während dieser Zeit lehrte er am American Center of European Studies und verfasste Beiträge für die Enciclopedia Italiana.
1936 wechselte Weinberger ans Kunstgeschichtliche Institut der Universität London. Dort hielt er von 1934 bis 1936 Vorlesungen am Courtauld Institute in London.
1937 siedelte Weinberger in die Vereinigten Staaten über, wo er im selben Jahr eine Lehrstelle am Institute of Fine Arts der New York University erhielt, die 1947 zu einer Professur aufgewertet wurde. Von 1938 bis 1944 lehrte er parallel auch an der University of Pennsylvania.
Von den nationalsozialistischen Polizeiorganen wurde Weinberger nach seiner Emigration als Staatsfeind eingestuft: Im Frühjahr 1940 setzte das Reichssicherheitshauptamt in Berlin ihn auf die Sonderfahndungsliste G.B., ein Verzeichnis von Personen, die im Falle einer erfolgreichen deutschen Invasion Großbritanniens durch die Sonderkommandos der SS-Einsatzgruppen mit besonderer Priorität ausfindig gemacht und verhaftet werden sollten.
Weinbergers Forschungsschwerpunkte waren italienische, deutsche und französische Skulpturen des Mittelalters und der Renaissance sowie deutsche Gemälde und Drucke des 15. und 16. Jahrhunderts.

## Familie
Weinberger war seit 1927 mit der Philologin Edith Weinberger, geb. Schwarz (1901–1967) verheiratet.

## Schriften
Monographien
- Nürnberger Malerei an der Wende zur Renaissance und die Anfange der Dürer-Schule, (= Studien zur deutschen Kunstgeschichte 217) Straßburg 1921.
- Deutsche Rokkokozeichnungen, (= Die Zeichnung I: Die Deutschen) München 1923.
- Die Formschnitte des Katharinenklosters zu Nürnberg. Ein Versuch über die Geschichte des frühesten Nürnberger Holzschnittes mit Holzschnitten und Teigdrucken aus dem Besitz der Stadtbibliothek und des germanischen Museums in Nürnberg, München 1925.
- The George Grey Barnard Collection, 1941.
- Michelangelo. The Sculptor, 2 Bde., London und New York 1967.

Aufsätze:
- „Wolf Huber“, in: Kunst 1923/24, S. 211–223.
- „Kleine Beiträge zur Lokalisierung früher Holzschnitte“, in: Mitteilungen des Gesellschaft für Vervielfältigende Kunst 53 (1930), S. 37–50
- „Ein Augsburger Pestblatt“, in: Beiträge zur Forschung. Studien aus dem Antiquariat Jacques Rosenthal, ns 4 (1932), S. 1–6.
- „The First Facade of the Cathedral of Florence“, in: Journal of the Warburg and Courtauld Institutes IV, 1940/41, S. 67–79.
- „A French Model of the Fifteenth Century“, in: The Journal of the Walters Art Gallery 9 (1946), S. 9–21.
- „An Early Woodcut of the Man of Sorrows at the Art Institute of Chicago“, in: Gazette des Beaux-Arts 29 (1946), S. 346–362.
- „Nicola Pisano and the Tradition of Tuscan Pulpits“, in: Gazette des Beaux-Arts, 1960, S. 129–146.